# Naturschutzgebiet Oberes Lörmecketal

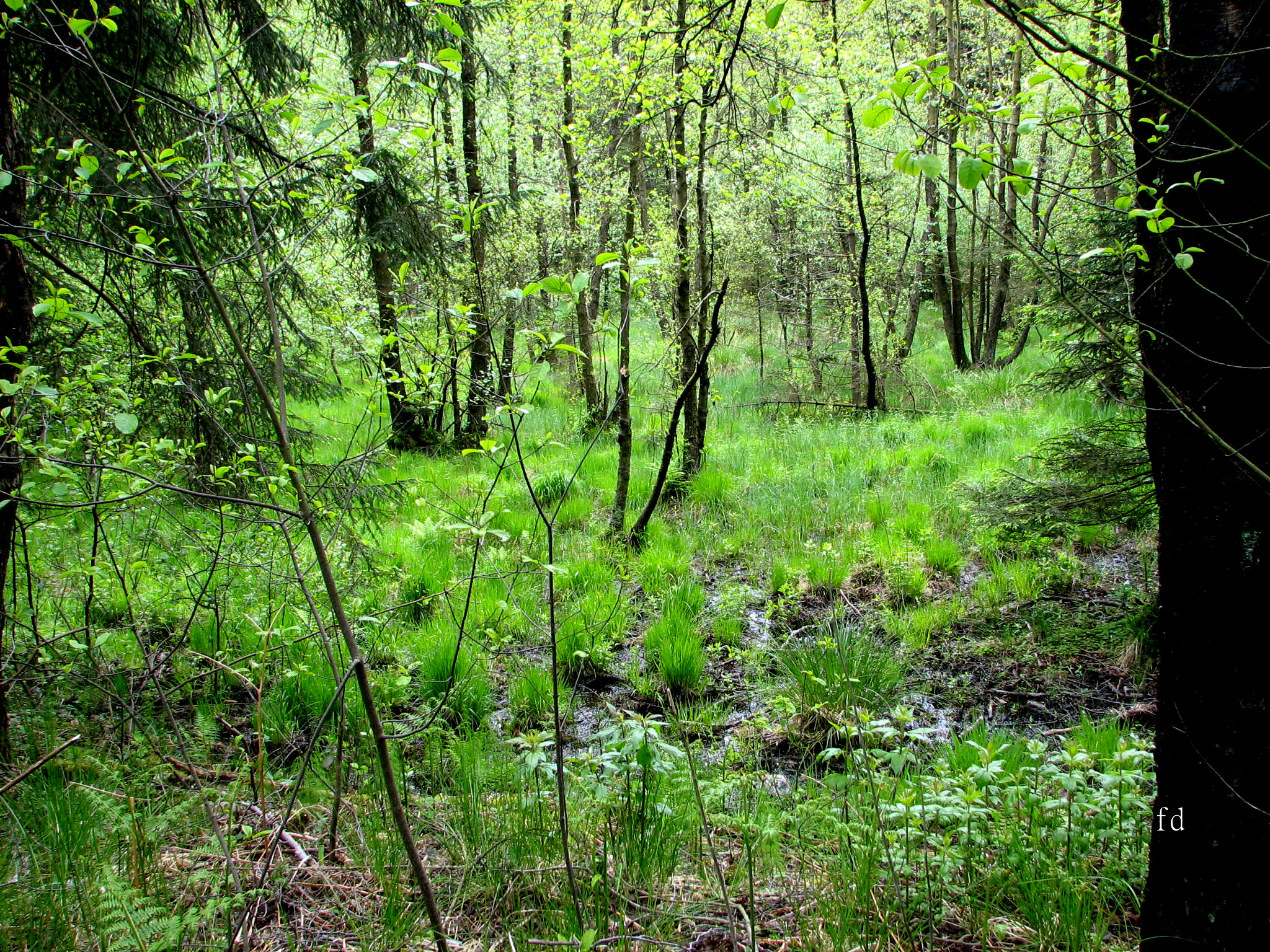
Im Tal der Lörmecke

Das Naturschutzgebiet Oberes Lörmecketal mit einer Flächengröße von 2,96 ha liegt nordöstlich von Eversberg im Stadtgebiet von Meschede. Das Gebiet wurde 1994 durch den Kreistag des Hochsauerlandkreises mit dem Landschaftsplan Meschede als Naturschutzgebiet (NSG) mit einer Flächengröße von 3,0 ha ausgewiesen. Bei der Neuaufstellung des Landschaftsplanes Meschede wurde das NSG dann erneut ausgewiesen und minimal verkleinert. Auf Gemeindegebiet von Bestwig ist die Lörmecke als Naturschutzgebiet Lörmecketalsystem ausgewiesen. Im Kreis Soest befindet sich der Rest des Flusslaufs im Naturschutzgebiet Lörmecketal (Kreis Soest). Der gesamte Flusslauf von der Quelle bis zur Einmündung ist gleichzeitig als FFH-Gebiet Lörmecketal (DE-4516-301) ausgewiesen. Südlich des NSG liegt der Lörmecke-Turm. Die Nordgrenze des NSG ist gleichzeitig die Stadtgrenze zur Stadt Warstein im Kreis Soest.

## Gebietsbeschreibung
Beim NSG handelt es sich um einen Teil des Lörmecketals mit der Quelle und Bachlauf im Stadtgebiet Meschede. Das Quellgebiet in einem Bruchwald ist mit Rot-Erlen- und Moor-Birkenwald bewachsen. Im NSG kommen seltene Tier- und Pflanzenarten vor.

## Schutzzweck
Schutz des Lörmecke-Quelllaufs einschließlich seiner Aue als Bestandteil eines großen Talsystems, das aufgrund seiner geringen anthropogenen Belastungen und seiner ökologischen Standortqualitäten mit unterschiedlich ausgeprägten Feuchtwäldern und naturnahen Fließgewässern wichtige Lebensraumfunktionen für die darauf angewiesenen Tier- und Pflanzenarten innehat; Optimierung seiner Verbundfunktionen (auch mit angrenzenden NSG) in den aktuell fehlbestockten Teilbereichen; Sicherung der Kohärenz und Umsetzung des europäischen Schutzgebietssystems „Natura 2000“ – s. Gebot b) des NSG-Festsetzungskataloges.